# Ruta del estaño (Galia)
La ruta del estaño fue una antigua ruta comercial —en realidad, un conjunto de rutas comerciales— por la que circulaba a través de la Galia el estaño al final de la prehistoria y durante la Alta antigüedad.
El estaño fue un mineral muy pronto utilizado ya que, fundido en pequeñas cantidades con el cobre, proporcionaba el bronce, una aleación mucho más resistente que el cobre solo y que siguió siendo importante incluso después de la llegada del hierro a mitad del I milenio a. C.. Sin embargo, aunque las civilizaciones de la cuenca mediterránea disponían de cobre, el estaño solamente se encontraba en abundancia en zonas relativamente remotas, en la Armorica y especialmente en Britania (la actual Gran Bretaña).
La ruta del estaño conectaba entonces la Gran Bretaña con el mar Mediterráneo. Pero, hasta la conquista de la Galia por los romanos, esta ruta del estaño era todavía bastante misteriosa para los ribereños del Mediterráneo, debido fundamentalmente a la distancia, pero también a que los operadores del tráfico se preocupaban en mantenerla en secreto. Incluso hoy día todavía hay muchos problemas al respecto, en especial el del localizar el sitio de Corbilo, un puerto galo que los historiadores Polibio y Estrabón situaban en el curso del Loira en el siglo II a. C., pero que aún no ha podido ser identificado.
La ruta del estaño pasaba por el valle del Ródano, que era la única forma de suministrar el mineral hasta el Mediterráneo durante la Edad del Bronce. El estaño, llegado de Bretaña y Cornualles, era transportado hasta el estuario del Loira. A partir de ahí, remontaba ese río hasta lograr alcanzar el valle del Ródano. Este viaje es atestiguado por Diodoro de Sicilia, que en el siglo I a. C., hablaba de un viaje de treinta días para llegar a la desembocadura del Ródano. Algunos sugieren que existía un pasaje por Roanne, otros por la ruta de Le Puy-en-Velay y el puerto de Roux, cerca de Saint-Cirgues-en-Montagne. El viaje no estaba exento de riesgo como testimonia el hipogeo de Roaix, datado de finales del Calcolítico. Situado en el barrio de las Crottes, contenía 30 cuerpos, todos ellos con huellas de lesiones o accidentes mortales, resultado de una guerra local relacionada con el tráfico del estaño.
Tradicionalmente, se admite que la ruta del estaño seguía principalmente las vías navegables de la Galia (Loira-Ródano y, después, Sena-Loira-Ródano y, en menor medida, a través del Garona). Se han encontrado varios rascadores triangulares estañados de la Edad del Bronce, en los alrededores de las actuales ciudades portuarias de Nantes, Toulouse y Narbona.
El uso por los galos mandubios del estaño en aleación con el cobre ha llegado a través de Plinio el Viejo. Indica que el incoctilia, un tipo de vaso cubierto de una capa estañada, era una especialidad de la oppidum de Alesia (incoquere coepere in Alesia oppido).
Los commanditarios fueron primero los fenicios y después los griegos y los etruscos. El periplo de Himilcón (navegante), explorador cartaginés del siglo V a. C., le habría llevado a las islas Casitérides (del estaño). 
A partir de la conquista romana, parece que este ruta tomaría la Via Agripa del Océano que permitía acortar el viaje por mar. Era esta una de las cuatro vías romanas construidas por el general romano Marco Vipsanio Agripa, tal como describió el geógrafo Estrabón: «Agripa eligió (Lugdunum) como punto de partida de las grandes calzadas de la Galia, que eran cuatro y llevaban, la primera hasta los Sántonos en Aquitania, la segunda al Rin, la tercera al Océano y la cuarta al Narbones y la costa massaliática». La vía partía de Lyon y se separaba en Amiens yendo hacia la Bretaña y el mar del Norte, con muchas otras ramas.